# Axel Jensen
Axel Georg Jensen (ur. 17 września 1899 w Odense, zm. 20 sierpnia 1968 tamże) – duński lekkoatleta, długodystansowiec.
Nie ukończył maratonu na igrzyskach olimpijskich w Antwerpii (1920).
Podczas igrzysk olimpijskich w Paryżu (1924) zajął 11. miejsce w maratonie z czasem 2:58:44,8.
Trzykrotny mistrz Danii w biegu maratońskim (1920–1922).
W 1922 uzyskał najlepszy wynik na świecie w maratonie (na niepełnym dystansie, ok. 40 km) – 2:30:13.
W swojej karierze zwyciężył w 20 biegach maratońskich.

## Rekordy życiowe
- Bieg maratoński – 2:40:46 (1923), wynik ten był do 1933 rekordem Danii[6]